# 史蒂文·迪布瓦
史蒂文·迪布瓦（Steven Dubois，法語發音：[stivœn dybwa]；1997年5月1日—；亦有媒体将其姓氏译为杜布瓦、杜博伊斯），加拿大短道速滑運動員，他代表加拿大隊參加了在中國舉行的2022年冬季奧林匹克運動會，並且在男子1500米比賽上獲得銀牌。